# セルジュ・ディヨ
セルジュ・ディヨ（Serge Dyot 1960年1月21日- ）はフランスの柔道選手。階級は71kg級。身長173cm。段位は6段。

## 人物
1979年のヨーロッパジュニア71kg級で優勝を飾った。1980年のモスクワオリンピックには同じ階級のライバルである兄のクリスチャン・ディヨが出場して5位になった。1981年の世界選手権では銀メダルを獲得した。1984年のヨーロッパ選手権では2位になるものの、ロサンゼルスオリンピックでは7位に終わった。1985年の世界選手権では5位だった。

## 主な戦績
- 1976年 - ヨーロッパカデ選手権　65kg級　3位
- 1979年 - ヨーロッパジュニア　優勝
- 1981年 - 世界軍人選手権大会　優勝
- 1981年 - 世界選手権　2位
- 1982年 - フランス国際　2位
- 1982年 - 世界軍人選手権大会　優勝
- 1982年 - 嘉納杯　3位
- 1983年 - イギリス国際　優勝
- 1984年 - ヨーロッパ選手権　2位
- 1984年 - ロサンゼルスオリンピック　7位
- 1985年 - 世界選手権　5位